# Arena Golden Spike
La Arena Golden Spike (en inglés: Golden Spike Arena) es un pabellón multiusos de 6500 asientos en Ogden, Utah al oeste de los Estados Unidos. En el estadio se celebran conciertos locales, ferias y eventos deportivos de la zona. Es parte del complejo de convenciones y deportivo Golden Spike Event Center e incluye 18 000 pies cuadrados (1700 m²) de espacio de arena baja, así como seis puestos de concesión. Otras instalaciones incluyen: La Arena Auction con 12 000 pies cuadrados (1100 m²) de espacio y asientos para 350. Una sala de exposiciones con 21 000 pies cuadrados (2000 m²) de espacio y dos puestos de comida. Una sala de recreación con 20 000 pies cuadrados (2000 m²) de espacio, suficiente para dos canchas de baloncesto y tres canchas de voleibol. Un estadio al aire libre de 6000 asientos. Una pista de carreras de 2500 asientos y un estadio cubierto de 400 plazas con 29 610 pies cuadrados (2.751 m²) de espacio. Todos los lugares bajo techo puede ser utilizados para convenciones, ferias comerciales y otros eventos, mientras que el estadio al aire libre se utiliza para rodeos, conciertos y otros eventos.